# Stráž nad Ohří (stacja kolejowa)
Stráž nad Ohří – stacja kolejowa w Stráž nad Ohří, w kraju karlowarskim, w Czechach. Położona jest na magistrali Chomutov – Cheb. Znajduje się na wysokości 325 m n.p.m.
Jest zarządzana przez Správę železnic. Na stacji nie ma możliwości zakupu biletów, a obsługa podróżnych odbywa się w pociągu.

## Linie kolejowe
- 140 Chomutov - Karlovy Vary - Cheb